# 大衆政党
大衆政党（たいしゅうせいとう、英語: Mass-based party or Mass party）とは政党の類型のひとつ。高度に組織化されていることが特徴であるため、組織政党ともいう。モーリス・デュヴェルジェがその著作『政党社会学』において提示した。

## 形成と定義
デュヴェルジェによると、もともと政党は幹部政党（名望家政党、議員政党）であった。これは議会において政治思想・政策などを同じくするもののグループ（のちに会派に発展する）に起源を持ち、制限選挙の下で議員自身や地域の有力者、資本家などの名望家からなっていた緩やかでクラブ的な組織であった。これに対して選挙権が拡大し、普通選挙が導入されるようになると、新たに有権者となった大衆に直接に訴え、支持を広げ、また党の主張を伝え広報する機関紙を定期的に刊行して政治教育を行い、そのために党の綱領を明らかにして入党（党員となること）を促し、党費として金銭を集め、地域において支部組織を結成し、各種の社会運動と連携し、またそれらの運動を票田として取り込むなど、日常的な党活動をスタイルとする強力な大衆的組織基盤をもつ政党が力をつけるようになった。これが大衆政党である。

### 実例
19世紀後半に形成されはじめた初期の大衆政党は、イギリスでは自由党であり、ヨーロッパ大陸諸国では主に社会主義政党（のちの社会民主主義および共産主義政党。ドイツ社会民主党などがこの例）であった。これは普通選挙制の導入など有権者の労働者をはじめとする大衆への拡大がきっかけになったことを考えれば、きわめて当然のことといえ、実際にエリート層によりがちな幹部政党に対して、大衆政党はより広い階層から党員を集めようとし、社会主義政党は主に労働運動・労働組合を基盤とした（したがって大衆政党であると同時に階級政党でもあった）。しかしその後、もとは幹部政党だった保守政党や宗教政党なども対抗上、自前の党組織を整備するようになった。保守政党は地域の組織や企業および職能団体、宗教政党はもちろん宗教（宗教的共同体もしくは信仰そのもの）を基盤とした。

## 組織的特徴
大衆政党においては所属する議員だけでなく、個々の党員からなる党組織が力を有することになる。このため、党組織の決定に議員が従う党議拘束が要請される。このことから主権在民（広義の国民主権）との関係では、人民主権（プープル主権）に近づく。

ただ実際の意思決定においては必ずしもボトムアップ的な状況ではなく、中央集権的な党の本部（事務局、書記局などと呼ばれる場合もある）がトップダウンで党の方針を決める場合が多々みられ一般党員が党本部の決定に従うことにもなる。これを本来あるべき民主主義の組織論ではなく一種の寡頭制だとして批判したのがロベルト・ミヒェルスが指摘した寡頭制の鉄則論である。無党派層の有権者に多くみられる政党への不信はこうした点を根拠としている。なお民主集中制を基本とするマルクス主義ないしレーニン主義を掲げる政党では、この傾向がさらに顕著になる。
また大衆政党においては選挙での勝利以外に、日常的な党の活動における党勢の拡大（新規党員の獲得、機関紙の拡販など）も重要になる。

## 日本での現状
現在の日本においては、日本国憲法第67条により内閣総理大臣は国会議員かつ文民であることが絶対必要条件とされているため、内閣総理大臣指名選挙に立候補する公党の党首には国会議員が就くのが通例である。その上で、末端党員の多くを庶民レベルに立脚するという意味での大衆政党を考えるならば、公明党と日本共産党が該当し得る。

ただし公明党は支持母体である創価学会の組織力にかなりの部分を依存する宗教政党であり、創価学会外からの結集はあまり見られない。それに対し日本共産党は、広く地方議員・地方組織・一般市民の党員を有し、さらに非議員幹部も一定数おり、典型的な大衆政党の形に近くなっている。このことから、衆院選において無党派層や一部地域政治団体などによる「批判票」の受け皿の一つとなる傾向が見られる。
自由民主党は数多くの地方議員・党員を有し、市町村レベルまで細分化された地方組織を持ち、第一次産業を中心とした労働者階級の党員も多いなど大衆政党・国民政党・さらには階級政党としての性格も兼ね備えているが、前述の通り党首たる総裁は首班指名選挙に立候補するため国会議員でなければならず、地方を束ねる都道府県支部連合会の会長・副会長など最高幹部もわずかな例を除き国会議員が占めている場合が大半であり、国会議員の力が強い。地方議員や非議員がそのまま党本部に進出して全国組織で力を持ったり、役職に就いたりすることは余程の例外的事例を除いて不可能である。一方で都道府県支部連合会の幹事長などの役職は都道府県議会議員が務めており、党員数が多い都道府県支部連合会を中心に、支部連合会内部においては国会議員を上回る影響力を行使する地方議員もいる。

この支部連合会の他、一部の市町村レベルの地方組織は単独で運動を行うことも可能な組織力を有しているが、これらは業界団体ないしは傘下の政治連盟、日本遺族会・偕行社・水交会など旧帝国陸海軍あるいは戦没者関連の団体、一部の宗教団体など大衆の代表や地方組織とはいえない中間団体に支えられている。

また、立憲民主党、国民民主党といった旧民主党系の政党も国会議員の力が強く、大衆の代表や地方組織とはいえない「連合」や一部の宗教団体に支えられている。「二大政党」と評された2000年代頃は、政権交代を望む幅広い無党派層・他野党支持者からの票（デュヴェルジェの法則における戦略投票）も集めたが、それでも自前の党員数そのものはそれほど多くない。各党とも自民党に類似した都道府県支部連合会を持ち、会長・副会長など最高幹部は国会議員が占めている場合が多いが、組織化されてからの日が浅いため国会議員と地方議員の集合体以上の機能は果たしていない。市町村レベルに至ってはほぼ自力で運動を行うことは不可能な状況である。これは、民主党政権時代も同様であった。
社会民主党の場合は、前身の日本社会党の時代に「階級的大衆政党論」を掲げるなど当時から大衆政党を目指しながら、幹部政党的な性格よりなかなか脱しきれないことが日常問題となっていた。社民党となった現在でこそ共産党や旧民主党に倣った組織体制ではあるものの、一般党員による独自の組織力を持つには至らず、そもそも議席数が少ない現在では党内外ともに小政党状態を余儀なくされている。
日本維新の会、自由党、希望の党はここまで挙げてきた各政党よりもさらに党組織が脆弱で公職政治家・候補者以外の一般党員による活動があまり見られない。なお、沖縄社会大衆党や大阪維新の会、新党大地など地域政党に特化する道を選んだ小政党もある。